# Димитриу, Алексей Константинович
Алексей Константинович Димитриу — педагог и организатор Белгородского и Воронежского учебных заведений по подготовке учительских кадров, историк. Статский советник   (24.7.1908).

## Биография

### Образование
Своё обучение Димитриу начал в духовном училище, но вскоре оставил его, включившись в активную революционную деятельность в народнических кружках 70-х годов XIX века. В 1878 г. окончил Кишинёвскую прогимназии с присвоением звания учителя сельского приходского и начального народного училища. В 1890 г. окончил историко-филологический факультет Императорского Новороссийского университета.

### Педагогическая деятельность
Педагогическую деятельность Димитриу начал в должности учителя сельского училища, был преподавателем Одесской женской гимназии учительницы Г. Р. Березиной (учитель истории); Одесской женской гимназии, учрежденной А. И. Бракенгеймер (учитель истории и географии); Одесской женской гимназии, содержавшейся О. Г. Шольц (учитель истории и географии). В 1903 г. надворный советник А. К. Димитриу был назначен директором Люблинского семиклассного Коммерческого училища. С указанной должности правительственным распоряжением от 30 сентября 1906 г. № 72 он был переведен на службу по ведомству Министерства народного просвещения, состоящего за штатом, в должность директора Белгородского учительского института.

#### Директор Белгородского учительского института (1906—1913)
Белгородский период А. К. Димитриу (1906—1913 гг.) обусловлен развитием педагогического образования в г. Белгороде. Димитриу являлся инициатором открытия педагогического кружка и был его Председателем до 1913 г. Там он выступал с личными докладами и рефератами: «Экспериментальное исследование личности» в сопровождении иллюстраций и применением проекционного аппарата и кинематографа, «К вопросу о разумных развлечениях для учащихся» и др. К 1910 г. кружок был преобразован в Педагогическое общество. Семь лет он прожил в Белгороде, где его запомнили как человека, многое сделавшего для развития педагогического образования, активно занимавшегося вопросами просвещения.

#### Директор Воронежского учительского института (1913—1918)
Воронежский учительский институт начал свою работу 13 октября 1913 г. Все годы существования института, с 1913 до 1919 гг., его бессменно возглавлял Алексей Константинович Димитриу. В целях ускорения подготовки кадров А. К. Димитриу организовал при институте курсы экстернов на звание городского учителя, дав тем самым возможность многим сельским учителям пополнить свои знания и повысить статус.

#### Председатель Воронежского педагогического института (1918—1920)
Воронежский учительский институт тоже был преобразован в педагогический институт с 4-летним курсом обучения для подготовки школьных работников 2-й ступени . В октябре 1918 г. высшее учебное заведение педагогического профиля — Воронежский педагогический институт — начал свою работу. Во главе управления институтом стоял педагогический совет, а административно-исполнительным органом являлся президиум совета. В состав президиума были избраны 5 человек. Председателем и одновременно заведующим учебной частью был избран бывший директор учительского института А. К. Димитриу.

#### Председатель Воронежского педагогического института (1920—1921)
Воронежский ИНО занимал ведущее место в подготовке педагогических кадров на территории губернии. Местные власти уделяли его работе повышенное внимание. Однако вскоре Институты народного образования стали закрываться.

#### Участие в организации педагогического факультетаВГУ
Затем участвовал в реформе Воронежского университета при создании на его базе педагогического факультета, где работал преподавателем.
22 марта 1925 г. А. К. Димитриу скончался. Похоронен на Чугуновском кладбище г. Воронежа, но могила педагога не сохранилась.

## Научная работа
А. К. Димитриу впервые в отечественной историографии высказал мысль о том, что русско-византийский договор 911 г., по всей вероятности, был просто-напросто типичным хрисовулом византийского императора. Для объяснения русско-византийских договоров Димитриу воспользовался изданием договорных документов между Венецианской республикой и Византийской империей. Он  считал, что в 907 г. Олег заключил лишь словесный договор с греками, формальный же договор составлен не был. Однако тогда же, по почину Византии, было решено заключить и формальный договор, для чего послы Олега отправились в Константинополь. Там договор действительно был составлен в двух экземплярах — на греческом и славянском языках, из которых последний и был вручен послам Олега. Но после этого император должен был направить к Олегу своих послов для вручения ему хрисовула, что являлось ратификацией договора. Однако ратификация не состоялась вследствие смерти Олега. Автор принимает дату смерти Олега, как она дается «Повестью временных лет», и, таким образом, договор 911 г., по его мнению, должен быть признан несостоявшимся. Однако Димитриу, забывает одно место из Льва Диакона,  и которое свидетельствует, что договор 911 г. был утвержден обеими сторонами. У Льва Дьякона есть определенное указание на заключение мирного договора при Олеге. Отвечая на высокомерное послание Святослава, Иоанн Цимисхий говорит: «Я думаю, ты не забыл катастрофу, постигшую твоего отца, который преступил клятвенные договоры (τὰς ἐνορκοὺς σπονδὰς παρὰ φαῦλον θέμενος) и с великой силой и тысячью кораблей выступил против царственного града». Эти «клятвенные договоры», которые,  по мнению византийского правительства, нарушил Игорь в 941 г., являются не чем иным, как договорами Олега.

## Семья
жена — Юлия Болиславовна (урожденная Борейша).
Дети А. К. Димитриу: трое — Всеволод, Константин и Софья стали педагогами, а две дочери — Екатерина и Мария — врачами.
- Всеволод Алексеевич — преподавал русский язык в Темрюке на Азовском море. Скончался в Ростове-на-Дону.
- Константин Алексеевич был первым заведующим кафедрой иностранных языков Тамбовского пединститута, умер в 1952 году в Тамбове от туберкулеза.
- Софья Алексеевна (в замужестве Рыкова) — родилась в 1895 году в Одессе, в 1913—1915 гг. училась на истфилфаке Московских высших женских курсов, в 1925 г. окончила педфак ВГУ, с 1938 г. преподавала латынь в ВГУ, в 1961 г. вышла на пенсию, умерла в 1978 г.
- Екатерина Алексеевна — врач, жила и скончалась в Воронеже.
- Мария Алексеевна (в замужестве — Муфель) — врач-педиатр, жила и умерла в Воронеже. Ее муж — Павел Павлович Муфель — эпидемиолог, доктор медицины, профессор, выпускник Юрьевского университета.

## Награды
Ордена:
- Святого Станислава II-й степени (1905 г.)
- Святой Анны II-й степени (1909 г.)
- Святого Владимира IV-й степени (1915 г.).

Медали:
- В память царствования Императора Александра III
- В память 300-летия Царского Дома Романовых.

За успешную педагогическую службу А. К. Димитриу было присвоено дворянское звание.

## Труды
- К вопросу о Historia arcana / А. Димитриу. — Одесса : тип. Шт[аба] Одес. воен. окр., 1894. — 46 с
- К вопросу о договорах русских с греками / [А. Димитриу]. — [Санкт-Петербург] : тип. Имп. Акад. наук, [1895]. — 20 с.
- География как учебный предмет : Опыт метод.-дидакт. руководства к преподаванию географии : Основные понятия из мат. и физ. географии / А. Димитриу. — Одесса : тип. А. Шульце, 1895. — VI, 154, 166 с.